# Subiti
Subiti , Tsubiti, Subatu o Subutu fou un regne arameu de Zobah (Aram-Tsoba o Aram Zobah) que fou substituït pel d'Aram Damasc, apareixent després com a província o districte del regne d'Hamath i d'Assíria (quan el regne fou annexionat a l'imperi) als segles VIII i VII aC. Estava al nord de Damasc, però la seva situació exacta no es pot precisar. Es pensa que Tsubiti era Aram-Tsoba, ja que el Ti com a terminació, és un indicatiu de país. Vers la meitat del segle vii aC els àrabs (Aribi) aliats als quedarens, es van apoderar de diversos lloc, des d'Edom a l'Orontes, entre els quals s'esmenta Khargi, però els assiris van derrotar els àrabs a Arazan i Khirataqaza a Udumu (Edom), a Yabrudu (Yabrud), a Bit-Ammani (Beth-Ammon), al cantó de Khaurina a Mahaba (Moab), a Sabarri, a Khargi, i a Sibiti o Tsubiti, afectant per tant les operacions assíries a la zona entre Edom i el país a l'est del riu Jordà fins més enllà de les fonts de l'Orontes.